# Championnats du monde de boxe amateur 2003
Navigation
Édition précédente Édition suivante
Les 12e championnats du monde de boxe amateur masculins se sont déroulés du 6 au 13 juillet 2003 à Bangkok, Thaïlande, sous l'égide de l'AIBA (Association Internationale de Boxe Amateur).

## Résultats

### Podiums
| Catégories                  | Or                 | Argent               | Bronze                                |
| Poids mi-mouches (-48 kg)   | Sergey Kazakov     | Zou Shiming          | Noman Karim Harry Tanamor             |
| Poids mouches (-51 kg)      | Somjit Jongjohor   | Jérôme Thomas        | Alexandar Alexandrov Rustam Rahimov   |
| Poids coqs (-54 kg)         | Aghasi Mammadov    | Gennadiy Kovalev     | Detelin Dalakliev Bahodirjon Sultonov |
| Poids plumes (-57 kg)       | Galib Dzhafarov    | Vitali Tajbert       | Abdusalom Khasanov Seok Hwan-Cho      |
| Poids légers (-60 kg)       | Mario Kindelán     | Pichai Sayotha       | Martin Dressen Gyula Káté             |
| Poids super-légers (-64 kg) | Willy Blain        | Aleksandr Maletin    | Tofik Ahmenov Manus Boonjumnong       |
| Poids welters (-69 kg)      | Lorenzo Aragón     | Sherzod Husanov      | Andre Berto Ruslan Khairov            |
| Poids moyens (-75 kg)       | Gennady Golovkin   | Oleg Mashkin         | Yordanis Despaigne Nikola Sjekloća    |
| Poids mi-lourds (-81 kg)    | Yevgeniy Makarenko | Magomed Azipgadzhiev | Rudolf Kraj Aleksy Kuziemski          |
| Poids lourds (-91 kg)       | Odlanier Solís     | Aleksandr Alekseyev  | Steffen Kretschmann Viktor Zuyev      |
| Poids super-lourds (+91 kg) | Aleksandr Povetkin | Pedro Carrión        | Roberto Cammarelle Rustam Saidov      |

### Tableau des médailles
| Place | Pays                 | Médaille d'or, monde | Médaille d'argent, monde | Médaille de bronze, monde | Total |
| ----- | -------------------- | -------------------- | ------------------------ | ------------------------- | ----- |
| 1     | Russie               | 3                    | 3                        | 0                         | 6     |
| 2     | Cuba                 | 3                    | 1                        | 1                         | 5     |
| 3     | Kazakhstan           | 2                    | 0                        | 0                         | 2     |
| 4     | Thaïlande            | 1                    | 1                        | 1                         | 3     |
| 5     | France               | 1                    | 1                        | 0                         | 2     |
| 6     | Azerbaïdjan          | 1                    | 0                        | 2                         | 3     |
| 7     | Allemagne            | 0                    | 1                        | 4                         | 5     |
| 8     | Ouzbékistan          | 0                    | 1                        | 2                         | 3     |
| 9     | Biélorussie          | 0                    | 1                        | 1                         | 2     |
| 10    | Chine                | 0                    | 1                        | 0                         | 1     |
| 10    | Ukraine              | 0                    | 1                        | 0                         | 1     |
| 12    | Bulgarie             | 0                    | 0                        | 2                         | 2     |
| 13    | Corée du Sud         | 0                    | 0                        | 1                         | 1     |
| 13    | États-Unis           | 0                    | 0                        | 1                         | 1     |
| 13    | Philippines          | 0                    | 0                        | 1                         | 1     |
| 13    | Hongrie              | 0                    | 0                        | 1                         | 1     |
| 13    | Pakistan             | 0                    | 0                        | 1                         | 1     |
| 13    | Pologne              | 0                    | 0                        | 1                         | 1     |
| 13    | Tchéquie             | 0                    | 0                        | 1                         | 1     |
| 13    | Serbie-et-Monténégro | 0                    | 0                        | 1                         | 1     |
| 13    | Tadjikistan          | 0                    | 0                        | 1                         | 1     |
| Total | 21 pays médaillés    | 11                   | 11                       | 22                        | 44    |

## Référence
1. ↑  (en) Résultats des championnats du monde de boxe amateur 2003 (amateur-boxing.strefa.pl)